# Koncentrationsutredningen
Koncentrationsutredningen var en statlig svensk utredning som drevs under åren 1961-1975. Koncentrationsutredningen studerade två aspekter av maktkoncentration inom näringslivet, dels gällande ägandet, och dels gällande företagens makt över sina marknader, det vill säga monopol- eller oligopolfenomen. Ordförande för utredningen var Guy Arvidsson som var professor i nationalekonomi vid Lunds universitet och senare vid Stockholms universitet, och huvudsekreterare Tony Hagström.
Koncentrationsutredningen publicerade åtta delbetänkanden under åren 1966 till 1975. Något slutbetänkande kom dock aldrig att publiceras, på grund av att ordföranden Guy Arvidsson hade avlidit 1973. Fyra ekonomer skrev doktorsavhandlingar på arbeten de utförde inom ramen för utredningen: Tony Hagström (1968), Alf Carling (1968), Roland Andersson (1969) och Gunnar Ribrant (1970).

## Bakgrund
1959 publicerade C.-H. Hermansson, senare partiledare för Vänsterpartiet kommunisterna, en bok vid namn Koncentration och storföretag som beskrev maktkoncentrationen inom Sveriges näringsliv. Boken och frågan om maktkoncentrationen fick uppmärksamhet, vilket ledde till att Finansdepartementet tillsatte Koncentrationsutredningen.

## Betänkanden
- I. Oljebranschen (1966)
- II. Kreditmarknadens struktur och funktionssätt (1968)
- III. Industrins struktur och konkurrensförhållanden (1968)
- IV. Strukturutveckling och konkurrens inom handeln (1968)
- V. Ägande och inflytande inom det privata näringslivet (1968)
- Läkemedelsindustrin (1969)
- Stordriftsfördelar inom industriproduktionen (1970)
- Internationella koncerner i industriländer (1975)